# Bedoll
|  | El terme bedoll s'aplica a tots els arbres del gènere Betula, però també es fa servir específicament per al bedoll comú (Betula pendula). |

Els bedolls o beços són les plantes del gènere Betula, del grup de les plantes amb flor dins la família de les betulàcies. La major part són arbres.
És originari de l'hemisferi nord amb moltes espècies de zones fredes. A Europa s'hi troben quatre espècies de bedolls, dues de molt esteses Betula pendula, el bedoll comú, i Betula pubescens, el bedoll pubescent, i altres dues que només es troben a les regions àrtiques, Betula nana, el bedoll nan, i Betula humilis. Moltes altres espècies es troben repartides per Àsia i l'Amèrica del Nord. Al sud de Groenlàndia i Islàndia, el bedoll és pràcticament l'únic arbre silvestre que fa bosc actualment. A Catalunya, el bedoll comú es pot trobar als Pirineus, com a acompanyant de les rouredes humides, fagedes i avetoses, i a les comarques més centrals i ocasionalment a les muntanyes del sud, mentre que el bedoll pubescent només es troba als Pirineus en altituds entre els 1.400 i 2.200 metres, en boscs clars de l'estatge subalpí, de vegades dominant.
Són arbres generalment de mida mitjana o arbusts. Les fulles són simples, i generalment tenen lòbuls i estan dentades. El fruit és una núcula.
A la saba del bedoll se li han atribuït propietats medicinals des de fa segles i, basant-se en aquestes creences tradicionals, s'ha desenvolupat una indústria extractiva que amenaça de posar en perill l'espècie. També s'ha vist que l'escorça del bedoll conté una sèrie de derivats de triterpens, com ara l'àcid betulínic o la betulina, amb propietats anticanceroses i antiinflamatòries.

## Algunes espècies

### Bedolls d'Euràsia[11]
- Betula albosinensis Burkill – Centre i oest de la Xina.[12]
- Betula alnoides Buch.-Ham. ex D. Don – Himàlaia.[13]
- Betula apoiensis Nakai – Japó.[14]
- Betula chinensis Maxim. – Xina.[15]
- Betula corylifolia Regel i Maxim. – Japó.[16]
- Betula costata Trautv. – Bedoll de Manxúria - Nord de l'Àsia.[17]
- Betula cylindrostachya Lindl. ex Wall. – Àsia central.[18]
- Betula davurica Pall. – Nord-est de l'Àsia i Japó.[19]
- Betula divaricata Ledeb. – Nord de l'Àsia
- Betula ermanii Cham. – Nord-est de l'Àsia i Japó
- Betula forrestii (W. W. Sm.) Hand.-Mazz. – Àsia central
- Betula fruticosa Pall. – Nord de l'Àsia
- Betula globispica Shirai – Japó
- Betula gmelinii Bunge – Nord de l'Àsia
- Betula grossa Siebold i Zucc. – Japó
- Betula humilis Schrank – Regions àrtiques del nord-est d'Europa i d'Àsia
- Betula insignis Franch. – Xina
- Betula kirghisorum Sav.-Rycz. – Caucas
- Betula lanata (Regel) Vassilcz. – Sibèria
- Betula litwinowii Doluch. – Caucas i Àsia Menor
- Betula luminifera H. J. P. Winkl. – Oest de la Xina
- Betula maximowicziana Regel – Japó
- Betula medwediewii Regel – Trancaucàsia
- Betula nana L. – Regions àrtiques del Vell Món fins al nord-oest del Canadà
- Betula ovalifolia Rupr. – Àsia central i oriental
- Betula pendula Roth – bedoll comú - Vell Món
- Betula platyphylla Sukaczev[20] — també conegut com a Bedoll de Manxúria – Sibèria
- Betula potaninii Batalin – Xina
- Betula procurva Litv. – Turkestan
- Betula pubescens Ehrh. – Nord del Vell Món i Groenlandia, fins al nord-est del continent americà
- Betula raddeana Trautv. – Daguestan
- Betula saposhnikovii Sukaczev – Turkestan
- Betula schmidtii Regel – Manxúria
- Betula schugnanica (B. Fedtsch.) Litv. – Tadjikistan
- Betula tianschanica Rupr. – Asia central
- Betula tristis Wormsk. ex Link – Kamtxatka
- Betula turkestanica Litv. – Turkestan
- Betula utilis D. Don – Himàlaia

### Bedolls de l'Amèrica del Nord[21][22]
- Betula alleghaniensis Britton – Est del Canada i dels Estats-Unis
- Betula glandulosa Michx. – Amèrica del Nord
- Betula kenaica W. H. Evans – Alaska
- Betula lenta L. – Est del Canada i dels Estats-Units
- Betula michauxii Spach – Amèrica del Nord
- Betula murrayana B.V. Barnes i Dancik – Nord-est dels Estats-Unis
- Betula neoalaskana Sarg. – Alaska i nord del Canada
- Betula nigra L. – Est dels Estats-Units
- Betula occidentalis Hook. – Amèrica del Nord
- Betula papyrifera Marshall – Amèrica del Nord
- Betula populifolia Marshall – Amèrica del Nord
- Betula pumila L. – América del Nord
- Betula uber (Ashe) Fernald – Endemisme de Virgínia

## El bedoll a la cultura
El bedoll és un arbre sagrat per a moltes cultures del nord, com la siberiana, on pot actuar com a axis mundi. Entre els celtes s'associa a l'inframon i té el mateix caràcter simbòlic i funerari que el xiprer al cristianisme.

## Usos

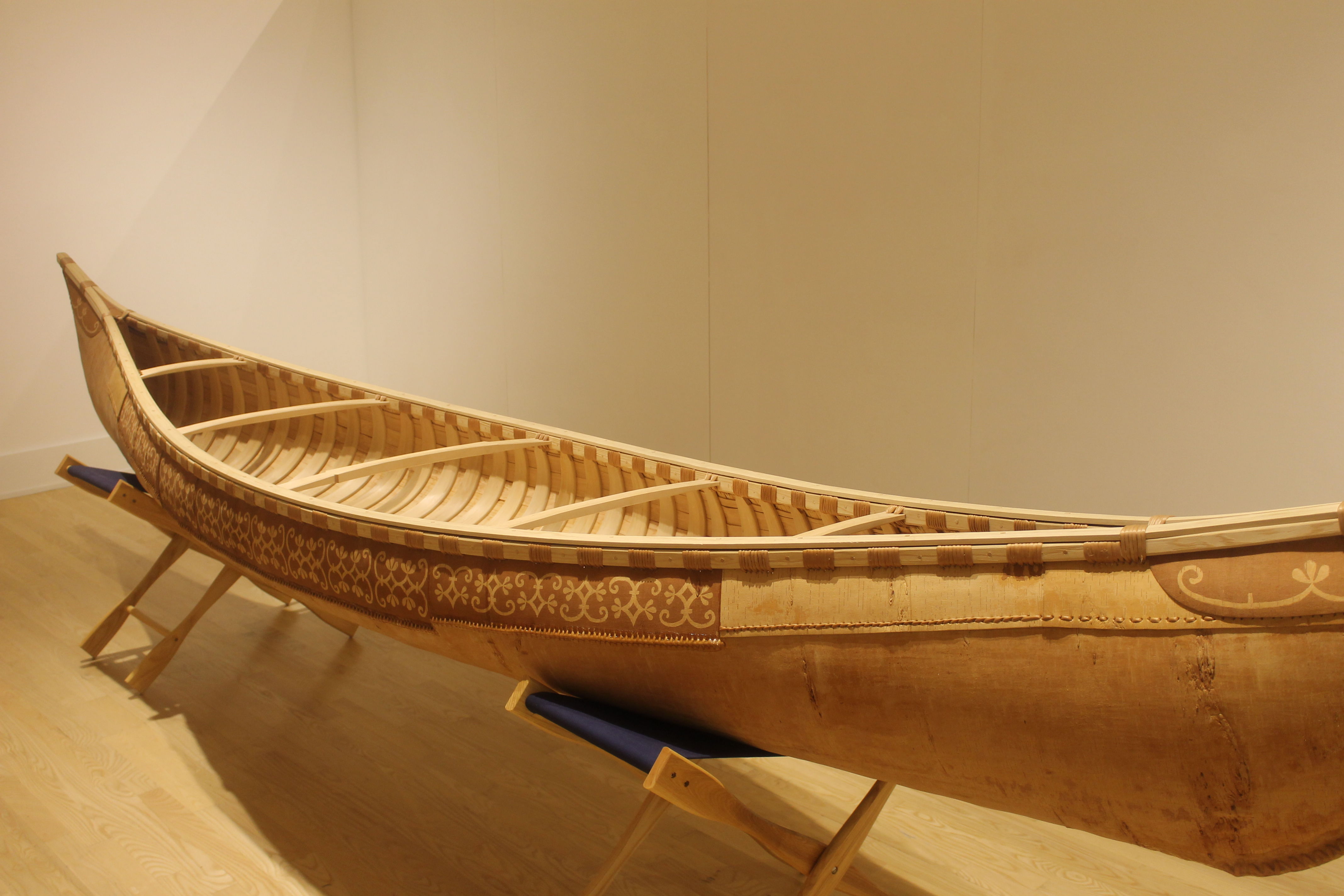
Canoa d'escorça de bedoll.

### Fusta
La fusta de bedoll s'usa en peces en estat natural i en productes transformats com els contraplacats.

### Escorça
L'escorça dels bedolls ha estat aprofitada per a fabricar tota mena d'objectes artesans. Un dels exemples més interessants és la construcció de canoes per a desplaçar-se per rius i llacs.

### Paper
Algunes varietats de bedoll es dediques a la fabricació de paper (Betula papyrifera, Paper Birch).